# Heteropterys brunnea
Heteropterys brunnea är en tvåhjärtbladig växtart som beskrevs av R.Sebast. och Mamede. Heteropterys brunnea ingår i släktet Heteropterys och familjen Malpighiaceae. Inga underarter finns listade i Catalogue of Life.